# Foclóir na Nua-Ghaeilge
El Foclóir na Nua-Ghaeilge (Diccionari de l'Irlandès Modern) és un projecte iniciat el 1976 amb l'objectiu de crear un diccionari històric de l'irlandès modern. El diccionari cobreix un període des de 1600 fins a l'actualitat. En contrast amb els diccionaris irlandesos més actuals, aquest serà un diccionari irlandès-irlandès. La majoria dels altres diccionaris, incloent els molt respectats de Bhaldraithe i Ó Donaill, són diccionaris bilingües.
Es farà ús de les fonts escrites, la llengua parlada i el folklore per tal de recollir les paraules claus per al diccionari. Com a preparació es va publicar en CD-ROM l'any 2004 el Corpus Of Irish 1600-1882. A Donegal i a Dublín s'han iniciat els treballs del segon pas, és a dir el Corpus Of Irish 1882-2000. El projecte està sota la direcció del Dr Úna Uí Bheirn, editor del diccionari, patrocinat per la Reial Acadèmia d'Irlanda de Dublín.